# Municipio de Old Ripley
El municipio de Old Ripley (en inglés: Old Ripley Township) es un municipio ubicado en el condado de Bond en el estado estadounidense de Illinois. En el año 2010 tenía una población de 867 habitantes y una densidad poblacional de 7,67 personas por km².

## Geografía
El municipio de Old Ripley se encuentra ubicado en las coordenadas 38°52′38″N 89°33′27″O / 38.87722, -89.55750. Según la Oficina del Censo de los Estados Unidos, el municipio tiene una superficie total de 113.04 km², de la cual 112,99 km² corresponden a tierra firme y (0,04 %) 0,05 km² es agua.

## Demografía
Según el censo de 2010, había 867 personas residiendo en el municipio de Old Ripley. La densidad de población era de 7,67 hab./km². De los 867 habitantes, el municipio de Old Ripley estaba compuesto por el 98,62 % blancos, el 0,46 % eran amerindios, el 0,46 % eran de otras razas y el 0,46 % eran de una mezcla de razas. Del total de la población el 2,08 % eran hispanos o latinos de cualquier raza.